# Sandafell (kulle i Island, Suðurland)
Sandafell är en kulle i republiken Island. Den ligger i regionen Suðurland, 110 km öster om huvudstaden Reykjavík. Toppen på Sandafell är 459 meter över havet, eller 89 meter över den omgivande terrängen. Bredden vid basen är 1,9 km.
Trakten runt Sandafell är nära nog obefolkad, med mindre än två invånare per kvadratkilometer. Det finns inga samhällen i närheten. Trakten runt Sandafell består i huvudsak av gräsmarker.